# Yacuambi (kanton)
Yacuambi – kanton w prowincji Zamora-Chinchipe, w Ekwadorze. Stolicą kantonu jest Yacuambi.